# Триллини, Джованна
Джованна Триллини (итал. Giovanna Trillni, род. 17 мая 1970 года в Ези, Италия) — итальянская рапиристка, четырёхкратная олимпийская чемпионка, девятикратная чемпионка мира, двукратная чемпионка Европы и чемпионка Универсиады.

## Достижения
- Четырёхкратная олимпийская чемпионка (одно золото в личном первенстве и три в командном);
- девятикратная чемпионка мира (два в личном первенстве и семь в командном);
- двукратная чемпионка Европы (два в командном первенстве);
- четырёхкратная обладательница Кубка мира (1991, 1994, 1995, 1998);
- чемпионка Универсиады в личном первенстве.

## Государственные награды
- Командор ордена «За заслуги перед Итальянской Республикой» — 3 октября 2000 года
- Великий офицер ордена «За заслуги перед Итальянской Республикой» — 1 сентября 2008 года